# طريق المغربة (مناخة)

تعديل مصدري - تعديل

طريق المغربة هي إحدى قرى عزلة مناخة بمديرية مناخة التابعة لمحافظة صنعاء، بلغ تعداد سكانها 51 نسمة حسب تعداد اليمن لعام 2004.